# Fuck You
Fuck You – piosenka pop stworzona przez Lily Allen i Grega Kurstina na drugi album studyjny Allen It’s Not Me, It’s You (2009). Wyprodukowany przez Kurstina, utwór wydany został jako główny singel promujący krążek dnia 11 kwietnia 2009 w Holandii oraz 13 lipca 2009 w Wielkiej Brytanii.

## Informacje o singlu
Po raz pierwszy utwór można było usłyszeć na początku roku 2008, kiedy to wokalistka umieściła piosenkę na swoim oficjalnym profilu MySpace pod roboczym tytułem „Guess Who Batman”. Sama piosenka stworzona została przez Lily Allen i Grega Kurstina. Allen wyjaśniła koncepcję lirycznej strony kompozycji, w jednym z wywiadów mówiąc, iż „piosenka ta nie jest atakiem na kogokolwiek, choć początkowo powstawała ona przeciwko Brytyjskiej Partii Narodowej. Później jednak stwierdziłam, że tekst jest uniwersalny i dotyczy wszystkiego co nas otacza”. Mimo wyjawienia znaczenia wersów utworu, piosenka zyskała miano kontrowersyjnej ze względu na dwuznaczny tytuł roboczy, gdyż „Guess Who Batman” pierwsze litery kolejnych wyrazów tworzą skrót imienia i nazwiska George'a Walkera Busha, byłego prezydenta Stanów Zjednoczonych. Media spekulowały również, iż cały tekst odnosi się do osoby Busha oraz polityki przez niego prowadzonej. Ostatecznie zmieniono tytuł kompozycji na „Fuck You”.
Singel ukazał się jako druga kompozycja promująca krążek w Belgii oraz Holandii dnia 11 kwietnia 2009, gdzie utwór zyskał wysoką popularność. W pozostałych krajach świata „Fuck You” promował wydawnictwo It’s Not Me, It’s You jako trzeci singel, po wynikach w internetowej sondzie opublikowanej przez oficjalną witrynę artystki z dnia 1 lipca 2009.

## Wydanie singla
W Kanadzie singel, mimo iż nigdy się nie ukazał, ze względu na wysokie zainteresowanie znalazł się dzięki formacie digital download na oficjalnym notowaniu Canadian Hot 100. Kompozycja zadebiutowała dnia 28 lutego 2009 na pozycji #37, tydzień później notując spadek na miejsce #65. Utwór spędził w zestawieniu dwa tygodnie, podobnie jak w Stanach Zjednoczonych, gdzie „Fuck You” debiutował tego samego tygodnia co w Kanadzie. Piosenka swój debiut zanotowała na pozycji #68, by w następnym tygodniu znaleźć się na miejscu #88. Jest to do tej pory najwyższej notowany utwór wydany przez Allen w zestawieniu Billboard Hot 100, pomimo faktu iż piosenka w tym kraju nigdy się nie ukazała.
Kompozycja zyskała sukces w Belgii i Holandii, gdzie singel znalazł się w Top 3 oficjalnych tamtejszych notowań. W Holandii „Fuck You” debiutował dnia 18 kwietnia 2009 na pozycji #23, by następnego tygodnia zanotować wysoki awans na miejsce #8. Szczytową pozycję #3 singel zyskał w czwartym tygodniu od debiutu, zajmując je przez miesiąc. W Belgii kompozycja zanotowała debiut 2 maja 2009 na miejscu #42, by dwa tygodnie później znaleźć się w Top 10 zestawienia. Szczyt notowania utwór zdobył w szóstym tygodniu od debiutu, zajmując je przez trzy tygodnie. „Fuck You” jest do tej pory najpopularniejszym singlem Allen w obydwu krajach.

## Teledysk
Teledysk do singla reżyserowany był przez firmę Frenzy Paris, która posługuje się skrótem artystycznym AB/CD/CD i miał premierę dnia 15 czerwca 2009 za pośrednictwem oficjalnego kanału YouTube wytwórni płytowej wokalistki. Klip przedstawia świat widziany oczami Allen, która dzięki swoim naprzyrodonym mocom potrafi moderować rzeczywistość. Videoclip prezentuje sceny z dwóch miast europejskich, Londynu i Paryża. Podczas trwania teledysku obiektyw kamery skierowany jest z oczu Allen, przez co artystka nie ukazuje się.

## Listy utworów i formaty singla

### Międzynarodowy CD singel[7]
1. „Fuck You” (Wersja nieocenzurowana)
2. „Fuck You” (Wersja ocenzurowana)

### Niemiecki CD singel/Międzynarodowy singel digital download[8]
1. „Fuck You”
2. „Why”
3. „Not Fair” (Style Of Eye Remix)
4. „The Count”
5. „Not Fair” (Wersja nieocenzurowana)

### Promocyjny CD singel[7]
1. „Fuck You”

### Międzynarodowy digital downloadEP[9]
1. „Fuck You”
2. „Why”
3. „Everyone's At It”
4. „Not Fair” (Style of Eye Remix)
5. „The Count”
6. „Not Fair” (Wersja radiowa)
7. „Mr Blue Sky”
8. „The Fear”

## Pozycje na listach
| Lista przebojów (2009)         | Najwyższa pozycja |
| ------------------------------ | ----------------- |
| Austria Singles Chart          | 31                |
| Australia ARIA Singles Chart   | 23                |
| Belgia Singles Chart           | 1                 |
| Finlandia Singles Top 20 Chart | 4                 |
| Francja Singles Chart          | 14                |
| Holandia Top 40 Chart          | 3                 |
| Kanada Billboard Hot 100       | 37                |
| Niemcy Singles Chart           | 49                |
| Norwegia Singles Top 20 Chart  | 4                 |
| Szwajcaria Singles Chart       | 5                 |
| Szwecja Singles Top 60 Chart   | 18                |
| USA Billboard Hot 100          | 68                |
| Włochy Singles Top 20 Chart    | 20                |

## Daty wydania
| Region   | Data             | Format                      |
| -------- | ---------------- | --------------------------- |
| Holandia | 11 kwietnia 2009 | Digital download            |
| Belgia   | 27 kwietnia 2009 | CD singel, digital download |
| Niemcy   | 10 lipca 2009    | CD singel, digital download |
| Francja  | 13 lipca 2009    | CD singel, digital download |